# مهندس مدني

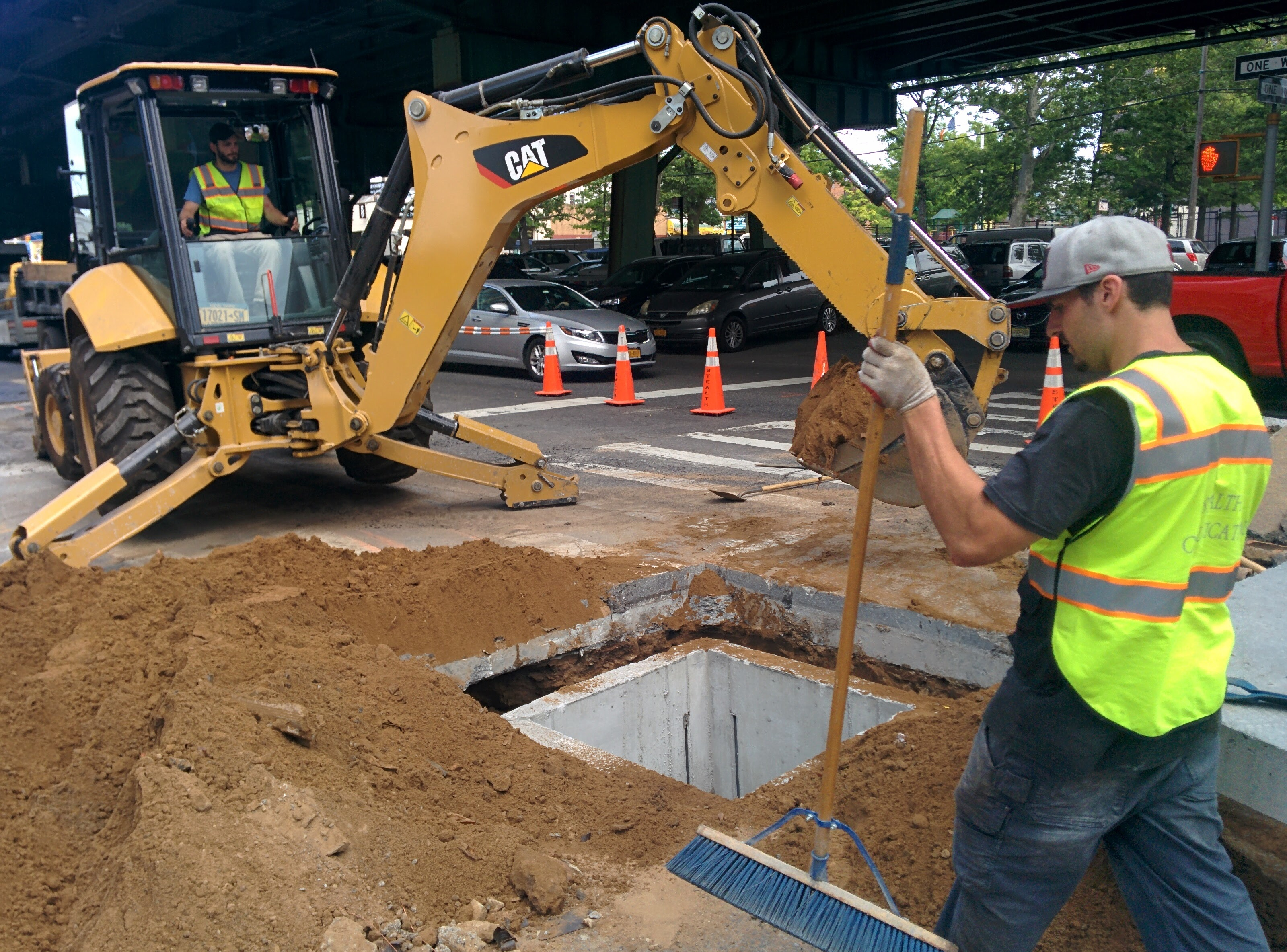
مهندس مدني يعمل في مجال الإشراف.

المهندس المدني هو الشخص الذي يمارس الهندسة المدنية، التي هي عبارةٌ عن تطبيقُ التخطيط والتصميم والبناء والصيانة والتشغيل لكل مشاريع الأبنية مع حماية الصحة العامة والبيئة.
الهندسة المدنية من أقدم التخصصات الهندسية لأنها تتعامل مع البيئة المبنية، بما فيها التخطيط والتصميم والإشراف على إنشاء وصيانة المنشآت، كالطرق والسكك الحديدية والمطارات والجسور والموانئ والسدود ومشاريع الري وخطوط الأنابيب ومحطات الطاقة وشبكات المياه والمجاري.
وقد ظهر مصطلح «مهندس مدني»  على يد جون سميتون في عام 1750 لتمييز المهندسين العاملين في مشاريع مدنية مع المهندسين العسكريين الذين عملوا على التسليح والدفاعات. ومع مرور الوقت، أصبحت التخصصات الفرعية المختلفة للهندسة المدنية معترف بها، مثل هندسة المواصلات، هندسة الإنشاءات، هندسة المياه والبيئة.
وفي بعض الأماكن، يقوم المهندس المدني إجراء مسح للأراضي؛ وفي أماكن أخرى، يقتصر المسح فقط على المساحين المؤهلين والمرخصين.

## التخصص
يختص المهندسون المدنيون عادة في فرع معيّن، مثل هندسة البناء والإنشاءات، والهندسة الجيولوجية، وتنمية الأراضي، وهندسة المواصلات والنقل، والهندسة الهيدروليكية، والهندسة البيئية. ويهتم المهندس المدني بتحديد التصميم المناسب لهذه الهياكل وبمتابعة عملية البناء بحيث يتم ضمان عمر هذه الهياكل بعد اكتمالها. كما ينبغي أن تكون هذه الهياكل مرضية للناس من حيث الراحة، يجوز لبعض المهندسين المدنيين، ولا سيما أولئك الذين يعملون لدى الوكالات الحكومية، أن يمارسوا مختلف التخصصات وأن يكون لهم دور في عدّة فروع، ولا سيما عند إشراكهم في تطوير الهياكل الأساسية الحيوية أو صيانتها.

## طبيعة العمل
عادة ما يعمل المهندسون المدنيون في مواقع وظروف مختلفة. ويتطلب عملهم التعامل مع غير المهندسين من التخصصات الفنية المختلفة، لذا فإن التدريب يجب أن يمدهم بالمهارات اللازمة في التواصل وفي العلاقات التنظيمية في إدارة المشاريع والتكلفة والوقت. الكثير يقضون وقت عملهم خارج مواقع البناء في التصميم والمراقبة حتى يتمكنوا من حل المشاكل في الموقع. وعادة ما تكون وظيفتهم تتضمن العمل المكتبي والميداني.

## الدراسة
يتطلب دراسة الهندسة المدنية وجود خلفية قوية في الرياضيات والعلوم الفيزيائية حتى يتمكن الفرد من الحصول على شهادة بكالوريوس في الهندسة المدنية، والعديد من المهندسين المدنيين يدرسون بشكل إضافي للحصول على شهادات الماجستير والدكتوراه. وفي العديد من البلدان، يخضع المهندسون المدنيون للضمانات. وفي بعض الولايات القضائية التي لديها ترخيص إلزامي، لا يجوز للأشخاص الذين لا يحصلون على ترخيص أن يطلقوا على أنفسهم اسم «مهندسين مدنيين».